# Victory (Automarke)
Victory war eine britische Automobilmarke, die nur 1926 von der Palladium Engineering Co. Ltd. in Putney (London) hergestellt wurde.
1926 kamen als Nachfolger des Palladium die Modelle P4 und P5 heraus. Beide Modelle wurden von einem wassergekühlten, seitengesteuerten Reihenvierzylindermotor mit 1,5 l Hubraum angetrieben. Die Wagen hatte einen Radstand von 2.896 mm.
Noch im Erscheinungsjahr verschwand die Marke wieder vom Markt.

## Modelle
| Modell  | Bauzeitraum | Zylinder | Hubraum  | Radstand |
| ------- | ----------- | -------- | -------- | -------- |
| P4 / P5 | 1926        | 4 Reihe  | 1496 cm³ | 2896 mm  |

## Quelle
David Culshaw & Peter Horrobin: The Complete Catalogue of British Cars 1895–1975. Veloce Publishing plc. Dorchester (1999). ISBN 1-874105-93-6